# بختیارنامه
بختیارنامه، داستان منثور کهن فارسی، به صورت یک قصة اصلی و نُه قصه فرعی که قدیمترین روایت آن ظاهراً از شمس‌الدین‌محمد دقایقی مروزی در اواخر قرن ششم و اوایل قرن هفتم است. 

## چکیده داستان
قصه اصلی به این شرح است: آزادبخت، پادشاه نیمروز (سیستان قدیم)، به خلاف میل فرمانده لشکریانش، با دختری ازدواج می‌کند. فرمانده بر او خشم آورده از تخت سرنگونش می‌کند. آزادبخت به اتفاق همسر باردار خود می‌گریزد. همسرش پسری به دنیا می‌آورد که در بیابان رهایش می‌کنند. رئیس گروهی از دزدان، این پسر را می‌یابد و از او پرستاری می‌کند. روزی در حمله به کاروانی دستگیر می‌شود و او را به شهر می‌آورند. آزادبخت، که از نو به تاج و تخت خویش رسیده‌است، جوان را می‌بیند و بی‌آنکه او را باز شناسد به جرگة درباریان خود درمی‌آورد. او نیز، با نام جدید بختیار، بسرعت مدارج ترقی را می‌پیماید و حسادت ده وزیر شاه را برمی‌انگیزد. روزی بختیار ناخواسته شاه را خشمگین می‌سازد و در نتیجه به زندان می‌افتد. وزیراعظم، ملکه را وامی‌دارد که بختیار را بدروغ به نظر بازی با خود متهم سازد. پادشاه بختیار را محکوم به مرگ می‌کند، ولی بختیار خود را بیگناه می‌خواند و داستانی برای پادشاه بازمی‌گوید که توجه او را جلب می‌کند. سپس هشت روز پیاپی، روزی یک داستان می‌گوید تا اعدامش را به تعویق اندازد، در حالی که هر روز یکی از وزیران می‌کوشد که شاه را به اعدام او وادارد. در روز دهم، بختیار را به پای دار می‌برند، ولی رئیس دزدان، که او را پرورانیده بود، هویت وی را برملا می‌سازد. شاه و ملکه از یادگاریی که به وی داده بودند او را باز می‌شناسند. پادشاه، که با بختیار آشتی کرده‌است، از سلطنت کناره می‌گیرد و تاج را بر سر او می‌گذارد. هر یک از نه داستان (در برخی از تحریرهای عربی بختیارنامه، ده داستان) به نحوی با وضع و حال خود بختیار متناسب است؛ خواه از دیدگاه خود او با تأکید بر نتایج ناخوشایند اعمال ناسنجیده یا مبتنی بر راهنمایی‌های موذیانه، خواه از دیدگاه راوی با تأکید بر مضمون پدر و پسری که از بازشناسی یکدیگر قاصرند. ملکه و وزیران در مقابل داستان بختیار، داستان روایت نمی‌کنند بلکه صرفاً اعدام او را خواستار می‌شوند.